# Gornja Pačetina
Gornja Pačetina falu Horvátországban Krapina-Zagorje megyében. Közigazgatásilag Krapina községhez tartozik.

## Fekvése
Krapina központjától 6 km-re délre fekszik.

## Története
Lakosságát 1948-ban számlálták meg először, amikor 338-an lakták. 2001-ben 444 lakosa volt.

## Nevezetességei
A forrásokban Trnovecet már 1588-ban említik, de a mai trnoveci kastély csak a 18. században épült. Az évek során különböző nemesi családokhoz tartozott, köztük Keglevichekhez, Patacsichokhoz és Rukavinákhoz, majd a 20. század első felében a bécsi Igalffy család lett a tulajdonosa. Eredetileg egy épületszárnyból álló kastély volt, amelyet egy domb lejtőjére építettek úgy, hogy a bejárati oldalon földszintes, a hátsó oldalon pedig egyemeletes volt. 1800 körül a kastélyra merőlegesen új épületszárnyat építettek, így a mai épületegyüttes L alakú alaprajzzal rendelkezik. A kastélyban a mai napig megmaradtak a régi bútorok és a történelmi hangulat.